# Amir Rrahmani
Amir Kadri Rrahmani (Pristina, 24 de fevereiro de 1994) é um futebolista kosovar que atua como zagueiro. Atualmente, joga pelo Napoli.

## Carreira
Revelado nas categorias de base do KF Drenica, foi promovido ao time principal aos 17 anos. Ele ainda realizou um período de testes no Kastrioti Krujë, mas não chegou a um acordo e voltou ao Drenica, ajudando a evitar o rebaixamento da equipe à segunda divisão.
O zagueiro despertou interesse de equipes da primeira divisão albanesa, e chegou a receber uma proposta do Skënderbeu, mas ele optou em assinar com o Partizani Tirana, fazendo sua estreia em setembro contra o Besa Kavajë, entrando como substituto.
Passou também pelo futebol croata, defendendo RNK Split, Dinamo Zagreb e Lokomotiva Zagreb.
Em junho de 2019, assinou com o Verona por 4 anos, estreando em agosto do mesmo ano contra a Cremonese, pela Copa da Itália. Em janeiro de 2020, o Napoli anunciou a contratação de Rrahmani, pagando 14 milhões de euros pelo zagueiro, que seguiu no Verona até o final da temporada.
Rrahmani foi integrado ao elenco do Napoli em agosto de 2020, fazendo sua estreia com a camisa dos Partenopei em janeiro do ano seguinte, contra o Cagliari], entrando no lugar de Kostas Manolas.

## Carreira internacional

### Albânia
Rrahmani jogou pelas seleções de base da Albânia entre 2013 e 2014, representando o time Sub-19 (1 partida e 1 gol) e o Sub-21 (9 jogos). Ainda em 2014, disputou o primeiro de seus 2 jogos pela seleção principal, contra San Marino, e em 2015 enfrentou Kosovo também em um amistoso, marcando um gol.

### Kosovo
Antes da filiação de Kosovo à UEFA, o zagueiro havia jogado um amistoso contra o Senegal, em maio de 2014. Seu primeiro jogo oficial pelos Dardanët foi em setembro de 2016, quando Kosovo empatou com a Finlândia por 1 a 1.

## Títulos
Napoli
- Campeonato Italiano: 2022–23[20], 2024–25[21]